# Agnesiidae
Los agnésidos o agnesíidos (Agnesiidae) son una familia de ascidias tunicados del orden Enterogona.

## Géneros
- Agnesia
- Caenagnesia